# Dimineața morții
Dimineața morții (titlu original: Dawn of the Dead) este un film de acțiune, horror, științifico-fantastic, realizat în SUA, în anul 2004, în regia lui Zack Snyder, în rolurile principale Sarah Polley și Ving Rhames. Filmul este un remake după originalul realizat în 1978, scris și regizat de George A. Romero.                                                
Premiera în România a avut loc pe 11 iunie 2004.

## Povestea
Într-o seară, după ce-și termină garda la spitalul unde lucrează ca asistentă, Ana (Sarah Polley) se întoarce epuizată acasă unde își găsește iubitul așteptând-o confortabil în pat. Spre dimineață însă, fetița vecinilor apare în dormitorul lor fixându-i din ușă cu privirea. Din doi pași, sare ca un animal la gâtul iubitului Anei, pe care îl omoară. Ana scapă de fetiță și încearcă să-și ajute iubitul însă realizează că este mort. Însă nici nu apucă să înțeleagă ce s-a întâmplat că, înmărmurită, privește cum mortul, cu o privire monstruoasă, se trezește la viață și o atacă. Se refugiază cu ultimele puteri în baie, scapă pe geam și iese în stradă. Ceea ce vede este o imagine apocaliptică, cu morți umblând printre vii, cu morți vii al căror unic scop este să se hrănească cu carne umană. De aici înainte, nu îi rămâne decât să supraviețuiască.

## Distribuție
- Sarah Polley (Ana)
- Ving Rhames (Kenneth)
- Jake Weber (Michael)
- Mekhi Phifer (Andre)
- Jayne Eastwood (Norma)
- Ty Burrell (Steve)
- Michael Kelly (CJ)
- Michael Barry (Bart)
- Lindy Booth (Nicole)

## Echipa de producție
- regizor: Zack Snyder
- scenarist: James Gunn
- operator: Matthew F. Leonetti
- scenograf: Steve Shewchuk
- costume: Denise Cronenberg
- muzica: Tyler Bates
- producător: Eric Newman, Richard P. Rubinstein, Marc Abraham
- director de imagine: Andrew Neskoromny

## Coloana sonoră
- Have a Nice Day, de Kelly Jones, Richard Jones & Stuart Cable
- The Man Comes Around de Johnny Cash (aka John R. Cash).
- Don't Worry, Be Happy de Bobby McFerrin, interpretat de Tree Adams
- All By Myself de Eric Carmen & Sergei Rachmaninov, interpretat de Tree Adams
- Right Time of the Night, de Peter McCann, interpretat de Tree Adams
- You Light Up my Life, de Joe Brooks, interpretat de Tree Adams
- Down with the Sickness, de Richard Cheese
- What the World Needs Now Is Love, de Burt Bacharach & Hal David, interpretat de Tree Adams
- The Hangman Song, de Tim Kelley & Christa Meyer, interpretat de Tyler Bates, Joey Waronker, Rusty Logsdon, Nan Vernon & Soda
- All Out of Love, de Graham Russel & Clive Davis, interpretat de Tree Adams
- People Who Died, de Jim Carroll, Brian Unsley, Stephen Unsley, Terrell Winn & Wayne Wood, interpretat de The Jim Carroll Band